# Trøjborg Slotsruin
Trøjborg er ruinerne af et renæssanceslot omgivet af voldgrave 2 km vest for landsbyen Visby i det sydvestlige Sønderjylland. Navnet Trøjborg stammer sandsynligvis fra det græske Troja.
Borgen Trøjborg blev oprindeligt opført i 1300-tallet på en 30 × 30 m stor banke. Trøjborg nævnes i 1347 i et brev fra hertug Valdemar af Sønderjylland som hertug Valdemar Atterdags slot. I 1407 kom det i dronning Margretes besiddelse, men senere pantsattes det til Ribe bispestol.
Efter reformationen i Danmark i 1536 tilfaldt de gejstlige godser kronen, og kong Frederik 2. overdrog borgen til Daniel Rantzau som tak for hans fortjenester i Svenskekrigene. Omkring 1580 lod Peter Rantzau middelalderborgen nedrive for i stedet at opføre et renæssanceslot på stedet. Da Rantzau-slægten i 1658 uddøde, forfaldt slottet efterhånden.
I første halvdel af 1800-tallet var Johan Ferdinand de Neergaard ejer. I 1851 blev Trøjborg købt af landmand Knud Lausten Knudsen, der havde planer om at oprette et lærerseminarium på stedet, men da disse planer ikke blev realiseret, blev slottet i 1854 revet ned. Kun dele af kælderen og sydmuren er i dag bevaret.
Der er offentlig adgang til anlægget.
Lidt øst for ruinerne findes gården Trøjborgs avlsbygninger + nuværende hovedbygning.
- Akvarel fra 1820
- Gangbroen over voldgraven
- Resterne af borgens indre gård
- Ruinen set fra sydvest
- borgens indre set fra det nordvestlige hjørne